# Rhombophryne longicrus
Rhombophryne longicrus hay còn gọi là Ếch kim cương là một loài ếch trong chi Rhombophryne. Đây là loài mới được phát hiện trong năm 2015, đó là một loài mới khác biệt với những loài khác được phát hiện tại tại dãy núi Sorata, phía bắc Madagascar. Tên của loài này là một danh từ bất biến được ghép lại từ một chi và bắt nguồn từ tiếng Latin, longus có nghĩa là dài, crus có nghĩa là chân.

## Đặc điểm
Loài ếch kim cương mới sống trong các khu rừng cao của dãy núi Sorata. Hầu hết chúng sống trong hang. Những con ếch này thường có chi ngắn, cơ thể tròn, chỗ lồi của chi trước và chi sau thường cứng. Đặc điểm này được gọi là "nốt sần" hỗ trợ chúng trong việc đào hang. Chúng có lối sống khác hẳn với lối sống đào hang của hầu hết các cá thể còn lại.
Loài mới này không chỉ có chân dài hơn mà cũng có sự khác biệt lớn giữa các xương hông, đặc điểm khiến chúng khác với những cá thể cùng loài. Loài Rhombophryne longicrus được cho là một loài vi đặc hữu vì đặc điểm khác biệt của nó. Chúng đang đối mặt với nguy cơ tuyệt chủng lớn do nạn phá rừng và suy thoái rừng đang diễn ra ở khu vực này.